# IPad Air (seconda generazione)

Logo di iPad Air 2

L'iPad Air di seconda generazione, anche noto come iPad Air 2, è un tablet sviluppato e prodotto da Apple Inc..
Rappresenta la seconda generazione di iPad Air ed è stato annunciato nel corso del Keynote del 16 ottobre 2014 per poi essere distribuito il 24 ottobre 2014. È disponibile nei colori grigio siderale, argento e oro ed è alimentato dal processore A8X.
È il primo iPad con tasto Home con Touch ID integrato.

## Caratteristiche

### Software
Al lancio, iPad Air 2 era dotato di sistema operativo iOS 8.1, distribuito dal 20 ottobre 2014.
Il 7 Giugno 2021, Apple ha reso noto che la prossima versione del suo sistema operativo per iPad (nel frattempo rinominato "iPadOS") sarà ancora una volta disponibile come aggiornamento gratuito per iPad Air 2. Con iPadOS 15, iPad Air 2 conferma il suo primato di dispositivo mobile per più tempo supportato con aggiornamenti software maggiori da Apple.
Possiede una versione hardware di Apple Pay per NFC ma non ancora ottimizzata con iOS 8.1; il sensore Touch ID in dotazione permette di autenticare un pagamento online, senza dover inserire il numero della carta di credito, e permette di attivare Siri.

### Processore
L'iPad Air 2 eredita un hardware simile a quello di iPhone 6 e iPhone 6 Plus nella sottile scocca di alluminio. Un cambiamento importante, rispetto al suo predecessore, è il nuovo chip Apple A8X che è una versione SoC tri-core ad alta variante grafica e logica dell'Apple A8. È inoltre dotato di 2GB di RAM, il doppio rispetto a quella presente sull'iPad Air di prima generazione che sostituisce e ripespetto anche alla versione "standard" del processore Apple A8 presente su iPhone 6. Esso utilizza anche il co-processore di movimento M8 e rappresenta la prima generazione di iPad a ereditarlo. È la seconda versione di iPad che monta un processore a 64-bit.

### Design
Il design di iPad Air 2 è molto simile a quello del suo predecessore, tranne per l'introduzione del Touch ID, per l'adattamento estetico inerente ai tasti volume (simili ai tasti volume degli iPhone 6 e iPhone 6 Plus), nonché la scelta di eliminare il tasto fisico per il blocco rotazione o la modalità silenzioso (il cosiddetto switch).

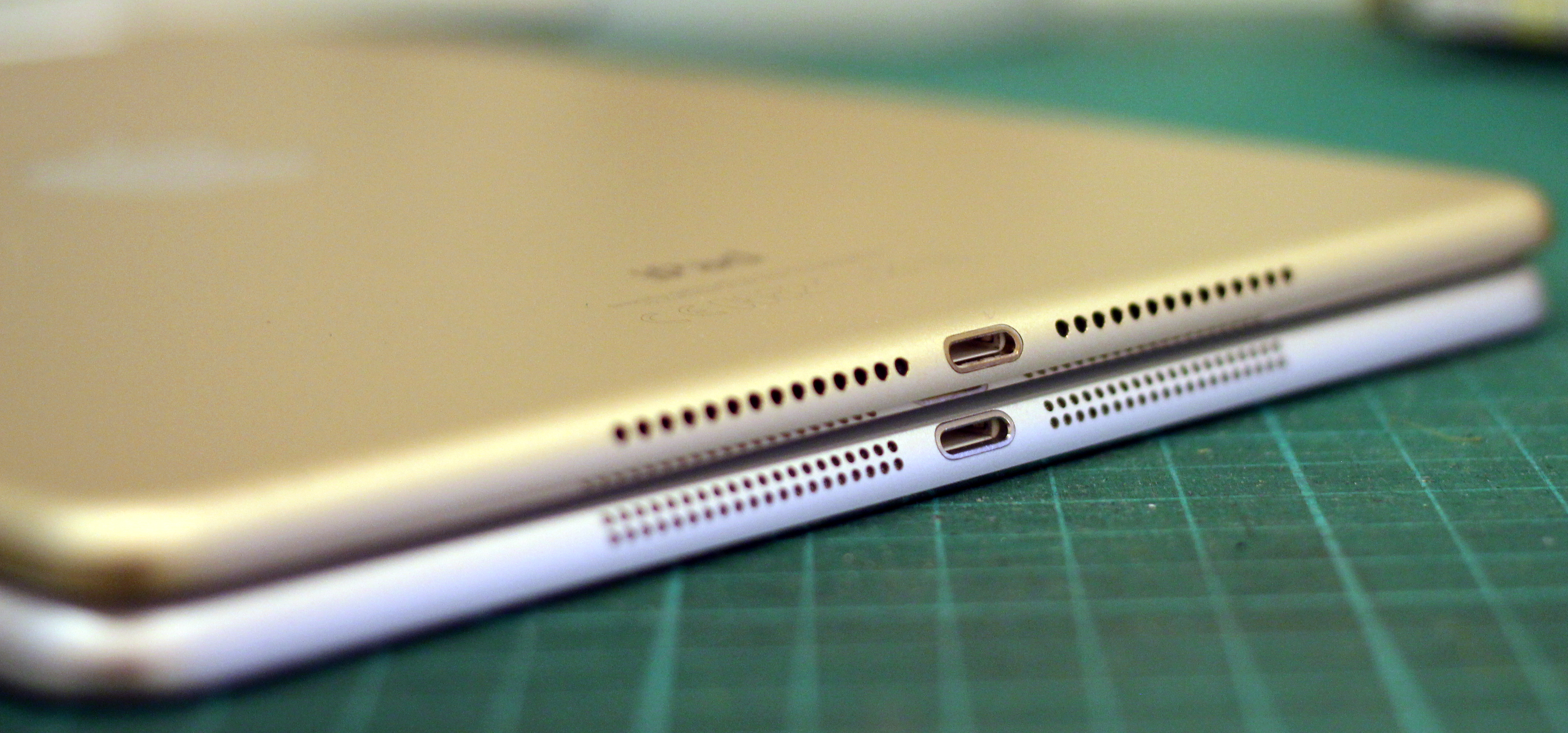
Lo spessore di iPad Air 2 da 6,1 mm comparato a quello di iPad Air da 7,5 mm

Altra novità introdotta è il trattamento antiriflesso dello schermo di vetro, per la prima volta a laminazione completa; con tale tecnica di lavorazione, i vari pannelli del display (vetro, sensore touch, LCD) vengono fusi in un solo pannello. Questo non solo riduce lo spessore dell'iPad a soli 6,1 mm, ma si ottiene una qualità di tocco maggiore creando l'illusione di toccare letteralmente tutto ciò che è presente sul display, oltre al fatto che non essendoci spazi fra un pannello e l'altro, la qualità d'immagine risulta migliorata.
Altra caratteristica estetica è l'introduzione della colorazione oro, oltre ad argento e grigio siderale.

### Fotocamera
Ci sono innovazioni introdotte anche per la fotocamera iSight e nella videocamera FaceTime HD: il sensore da 8 Mpx e l'ottica evoluta della fotocamera iSight aiutano a scattare (come nell'iPhone 6) foto panoramiche, video Time-lapse, moviola e video HD a 1080p. La videocamera FaceTime HD ora cattura l'80% di luce in più rispetto all'iPad Air e offre la modalità scatti in sequenza oltre a foto e video HDR.

### Archiviazione
L'iPad Air 2 è disponibile in versioni da 16, 32, 64 o 128 GB di archiviazione.

### Connettività
Apple dichiara che il Wi-Fi su questo modello è fino a 2,8 volte più veloce rispetto ad iPad Air, con una velocità massima di 866 Mb/s. Inoltre iPad Air 2 Wi-Fi + Cellular è il 50% più veloce sotto rete cellulare, supportando fino a 20 bande LTE e una velocità massima di 150 Mb/s. Supporta il Bluetooth 4.2 e la nuova Apple SIM (non disponibile in Italia).

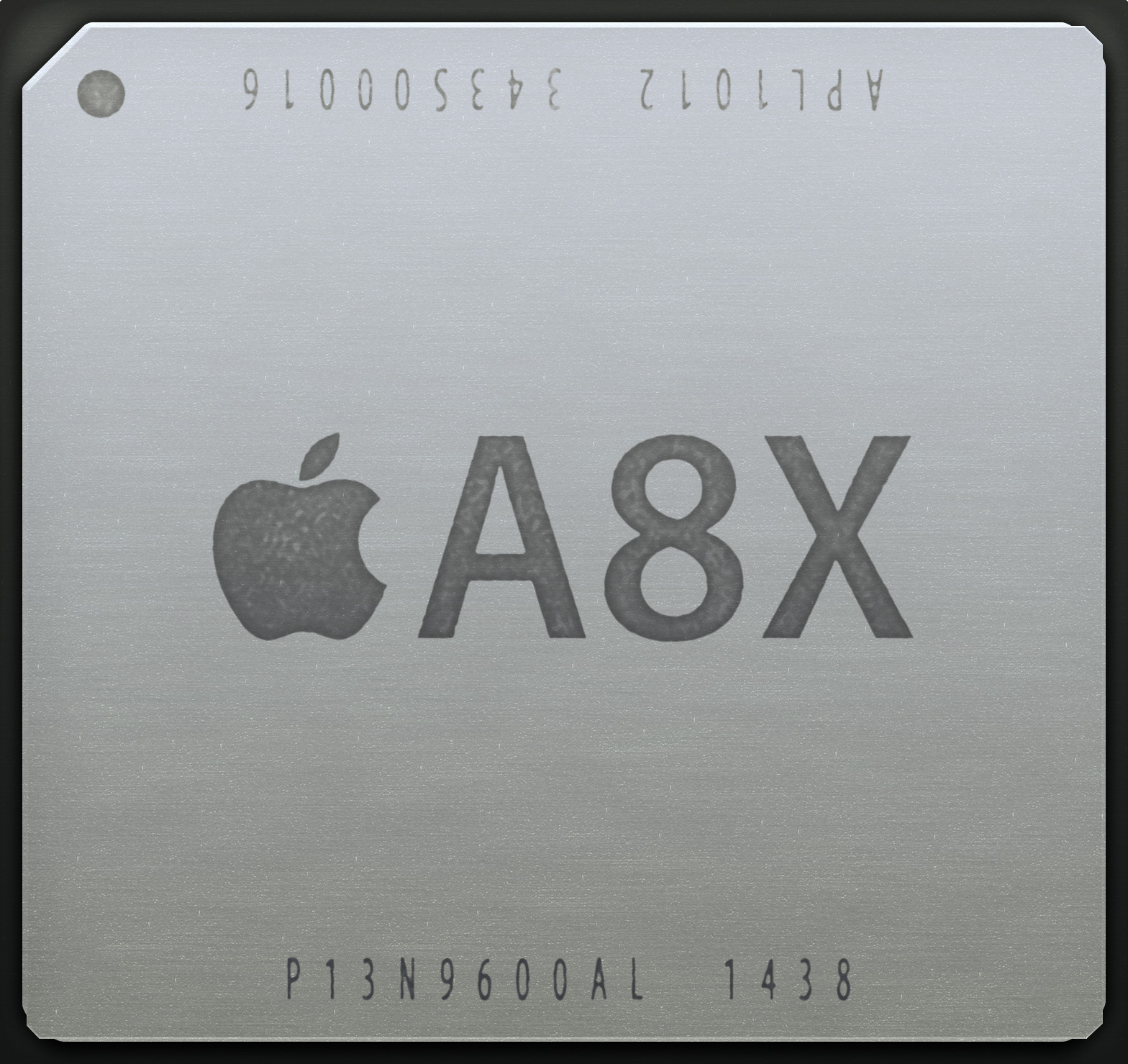
Nuova CPU A8X della famiglia dei processori Apple AX potenziati rispetto alla serie originale.